# Nomada priesneri
Nomada priesneri är en biart som beskrevs av Schwarz 1965. Nomada priesneri ingår i släktet gökbin, och familjen långtungebin. Inga underarter finns listade i Catalogue of Life.